# Rejon bolszesołdatski
Rejon bolszesołdatski (ros. Большесолдатский район) – jednostka administracyjna wchodząca w skład obwodu kurskiego w Rosji.
Centrum administracyjnym rejonu jest wieś Bolszoje Sołdatskoje.

## Geografia
Powierzchnia rejonu wynosi 810,59 km², co stanowi 2,7 proc. obwodu.
Graniczy z rejonami: lgowskim, kurczatowskim, oktiabrskim, biełowskim i sudżańskim.
Główną rzeką jest Sudża.
Rejon położony jest w strefie umiarkowanego klimatu z ciepłymi latami i stosunkowo ciepłymi zimami. Gleby to głównie czarnoziemy.

## Historia
Rejon powstał w roku 1928.
W skład nowo powstałego obwodu kurskiego wszedł w 1934. W 1963 roku rejon został zlikwidowany, a przywrócono go dopiero w 1977.

## Demografia
W 2018 rejon zamieszkiwało 10 998 mieszkańców (wyłącznie na terenach wiejskich).

## Miejscowości
W skład rejonu wchodzi 7 sielsowietów (do 2010 r. było ich 12) i 64 wiejskie miejscowości.
| Sielsowiet      | Centrum administracyjne | Pozostałe miejscowości |
| --------------- | ----------------------- | --- |
| Bolszesołdatski | Bolszoje Sołdatskoje    | Bierdin, Boczanka, Krasnyj Klin, Kukuj, Machow Kołodieź, Nieczajew, Niżniaja Parowaja, Nowosotnickij, Pierwomajskaja, Rastworowo, Rżawa, Rozgriebli, Szczerbaczewka, Jamskaja Stiep |
| Wołokonski      | Wołokonsk               | Borszczeń, Dalniaja Gatka, Dobrochimowka, Nielidowka, Obuchowka, Olszanka, Radutina, Rakowo, Spasskaja, Czubarowka, Szagarowo, Szyrkowo, Szyrkowskij                                |
| Lubimowski      | Lubimowka               | Dołgij, Jefrosimowka, 1-ja Kostornaja, 2-ja Kostornaja, Krasnaja Gorka, 1-je Malcewo, 2-je Malcewo, Masłowka, Tołmaczewka, Chitrowka                                                |
| Lubostański     | Lubostań                | Andriejewskij, Bolszoj Kamieniec, Wiesiołyj, Wydrin, Lewszyno, Leonowka, Skorodnoje                                                                                                 |
| Niżniegridinski | Niżnieje Gridino        | Wierchnieje Gridino, Żytień, Izwiekowo, Isajewskij, Niemcza, Suła |
| Samoriadowski   | Samoriadowo             | Biriukowka, Budiszcze, Kozyriewka |
| Storożewski     | Storożewoje             | Dubrawa, Załomnoje, Małyj Kamieniec, Szelepowka |